# Blizzard Peak
Blizzard Peak är en bergstopp i Antarktis. Den ligger i Östantarktis. Nya Zeeland gör anspråk på området. Toppen på Blizzard Peak är 3 800 meter över havet.
Terrängen runt Blizzard Peak är huvudsakligen lite bergig. Blizzard Peak är den högsta punkten i trakten. Trakten är obefolkad. Det finns inga samhällen i närheten. 